# Трав'яна корона

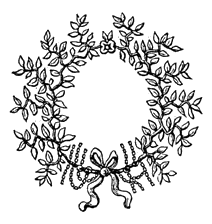
Трав'яна корона

Трав'яна корона лат. corona graminea) або Блокадна корона (corona obsidionalis) була найвищою та рідкісною з усіх військових нагород у Римській республіці та ранній Римській імперії. Її вручали лише генералу, командиру чи старшині, чиї дії врятували легіон або всю армію. Одним із прикладів дій, що призводять до нагородження трав'яною короною, є генерал, який пробив блокаду навколо виснаженої римської армії. Корона мала форму вінка, виготовленого з рослинних матеріалів, взятих з поля бою, включаючи трави, квіти та різні зернові культури, такі як пшениця; його вручала генералу врятована ним армія.

## Історія
Пліній Старший писав про трав'яну крону  у своїй "Природничій історії" (Naturalis Historia):
|  | ... але що стосується трав'яної крони, вона ніколи не вручалася, за винятком кризи крайнього відчаю, ніким не поширювалася, за винятком кризи всієї армії, і нікому, окрім того, хто був її захисником. Інші корони генерали присуджували солдатам, лише ці солдати та генералу. Ця корона також відома як "обсидійна корона" [облогова корона], за обставин доставленої в бік армії, яка захищена від страшної катастрофи. Якщо ми маємо розглядати як славну та священну нагороду громадянську корону, подаровану для збереження життя окремого громадянина, і його, мабуть, найскромнішого рангу, то що, моліться, слід думати про цілу армію врятований і заборгований за його збереження доблесті однієї особи? |

Також Пліній перераховує осіб, які своїми діями здобули трав'яну корону:
- Луцій Сікцій Дентат;
- Публій Децій Мус (отримав дві трав'яні корони — одну від власної армії, а іншу від оточених військ, яких він врятував);
- Квінт Фабій Максим Веррукос (після вигнання Ганнібала з Італії);
- Маркус Кальпурній Фламма (під час Першої Пунічної війни);
- Сципіон Еміліан;
- Гней Петрей Атінас (а пріміпіл центуріон під час кімврской війни);
- Луцій Корнелій Сулла (під час союзницької війни в Нолі);
- Квінт Серторій (у 97 р. до н. е. під час служби в Іспанії як військовий трибун за Тита Дідія);
- Август (корона була вручена римським сенатом, але була скоріше політичним вшануванням, а не військовою нагородою).

У книзі "La Respuesta" ("Відповідь") Сор Хуана Інес де ла Круз порівнює трав'яну корону з терновим вінцем, покладеним на голову Христа під час розп'яття, як частину розширеної метафори про страждання та переслідування, спричинені всіма, хто демонструє більший інтелект:
Але побачивши стільки різноманітних корон, я розмірковував, якою може бути корона, дарована Христу; і я думаю, що це має бути трав'яна корона, яка (як ви знаєте, моя леді) надала найбільшу честь і називалася "облоговою" від obsidio, що означає "облога". Ця корона була виготовлена ні з золота, ні з срібла, а з самих трав, що росли на полі, де здійснювався хоробрий вчинок. І подвигом Христа було підняти облогу Князя Темряви, котрий оточив усю землю, як сам Сатана говорить у Книзі Йова: "Я обійшов землю і пройшов по ній"; і, як говорить про нього святий Петро, "ваш супротивник [диявол] шукає, кого він може пожерти". І наш отаман прийшов і змусив сатану взяти в облогу: "Зараз князь цього світу буде вигнаний". Таким чином, солдати увінчували Його ні золотом, ні сріблом, а рослиною, що проростала по всьому світу, яка була їхнім полем бою. Бо після прокляття: «Шипи та будяки тобі породить», цей світ не дав нічого, крім колючок.

## Зовнішні посилання
- Корона